# Morpho adonis
Morpho adonis är en fjärilsart som beskrevs av Pieter Cramer 1779. Morpho adonis ingår i släktet Morpho och familjen praktfjärilar. Inga underarter finns listade i Catalogue of Life.